# Дохарт
Дохарт (на английски: Dochart) е река в централната част на Шотландия в областта Стърлинг. Извира под връх Бен Люи. Дълга е около 21 km, тече в северна посока и се влива в езерото Лох Тей. По протежението на реката са разположени селата Крайънларих (в горното течение) и Килин (около устието при езерото Лох Тей). Близо до устието край село Килин се намира водопадът Фолс ъф Дохарт.